# NOFV-Oberliga Mitte
La NOFV-Oberliga Mitte fue uno de los grupos que conformaban la NOFV-Oberliga, una de las 14 ligas regionales de fútbol que forman parte de la Oberliga, la quinta división del fútbol alemán.

## Historia
Fue creada en 1991 luego de la caída del Muro de Berlín y la Reunificación alemana junto a la NOFV-Oberliga Nord y la NOFV-Oberliga Süd como una de las ligas de tercera división del fútbol alemán.
Esta liga tuvo a 20 equipos participantes en su primera temporada y formaban parte de una de las entonces 10 ligas que conformaron la Oberliga de la nueva Alemania unificada, en donde el campeón de la liga tenía el derecho de disputar un playoff por el ascenso a la 2. Bundesliga.
En 1994 con el nacimiento de la Regionalliga como la nueva tercera división del fútbol alemán provocó que la Oberliga bajara un nivel para ser la cuarta división alemana, por lo que la NOFV-Oberliga Mitte desapareció, mientras que las otras dos permanecieron.

## Equipos Fundadores
Estos fueron los 20 clubes que formaron parte de la temporada inaugural en 1991:
| - 1. FC Magdeburg - FC Energie Cottbus - 1. FC Union Berlin - 1. FC Lok Stendal - FSV Glückauf Brieske-Senftenberg - Rotation Berlin - Stahl Thale - Anhalt Dessau - FSV Velten - EAB Lichtenberg 47 | - Hertha BSC II - Türkiyemspor Berlin - VfB Lichterfelde - Hertha Zehlendorf - Türkspor Berlin - Marathon 02 Berlin - SCC Berlin - Blau-Weiß 90 Berlin II - SC Gatow - FV Wannsee |

## Ediciones Anteriores
| Temporada | Club               |
| --------- | ------------------ |
| 1991-92   | 1. FC Union Berlin |
| 1992-93   | 1. FC Union Berlin |
| 1993-94   | 1. FC Union Berlin |

Fuente:

## Tabla Histórica
| Club                             | 1992 | 1993 | 1994 | Partidos | GF  | GC  | Pts. |
| -------------------------------- | ---- | ---- | ---- | -------- | --- | --- | ---- |
| 1. FC Union Berlin               | 1    | 1    | 1    | 100      | 307 | 55  | 177  |
| FC Energie Cottbus               | 3    | 3    | 2    | 100      | 256 | 139 | 139  |
| Türkiyemspor Berlin              | 6    | 4    | 3    | 100      | 185 | 106 | 130  |
| Lok Altmark Stendal              | 4    | 7    | 4    | 100      | 177 | 119 | 129  |
| Hertha BSC II                    | 5    | 6    | 5    | 100      | 208 | 113 | 126  |
| 1. FC Magdeburg                  | 2    | 8    | 7    | 100      | 210 | 147 | 126  |
| Hertha Zehlendorf                | 10   | 5    | 6    | 100      | 182 | 142 | 117  |
| VfB Lichterfelde                 | 9    | 12   | 8    | 100      | 156 | 145 | 98   |
| Anhalt Dessau                    | 7    | 14   | 12   | 100      | 134 | 164 | 91   |
| SCC Berlin                       | 14   | 10   | 10   | 100      | 118 | 165 | 84   |
| Türkspor Berlin                  | 12   | 9    | 14   | 100      | 145 | 235 | 80   |
| Hallescher FC                    | 2B   | 2    | 9    | 62       | 132 | 83  | 78   |
| FSV Glückauf Brieske-Senftenberg | 11   | 13   | 13   | 100      | 118 | 184 | 78   |
| SV Thale 04                      | 8    | 17   |      | 70       | 65  | 111 | 56   |
| Einheit Wernigerode              |      | 11   | 11   | 62       | 86  | 118 | 50   |
| Marathon 02 Berlin               | 13   | 16   |      | 70       | 82  | 150 | 47   |
| FSV Velten                       | 15   | N    | N    | 38       | 51  | 77  | 30   |
| Blau-Weiß 90 Berlin II           | 16   |      |      | 38       | 43  | 57  | 27   |
| SC Gatow                         | 17   |      |      | 38       | 43  | 72  | 26   |
| FV Wannsee                       | 18   |      |      | 38       | 41  | 75  | 24   |
| 1. FC Lübars                     |      | 15   |      | 32       | 42  | 64  | 23   |
| BSV Spindlersfeld                | 19   |      |      | 38       | 43  | 86  | 17   |
| SV Merseburg 99                  | S    |      | 15   | 30       | 31  | 78  | 17   |
| SV Lichtenberg 47                | 20   |      |      | 38       | 30  | 115 | 11   |
| Frohnauer SC                     |      |      | 16   | 30       | 17  | 81  | 7    |

Fuente:
- Dos puntos por victoria.

### Símbología
| Símbolo | Significado                        |
| ------- | ---------------------------------- |
| 2B      | 2. Bundesliga                      |
| N       | Jugó en la NOFV-Oberliga Nord      |
| S       | Jugó en la NOFV-Oberliga Süd       |
| 1       | Campeón de Liga                    |
| Lugar   | Liga                               |
| Blanco  | Jugó en una liga diferente ese año |